# Jetairfly
Jetairfly er et flyselskab fra Belgien. Selskabet er ejet af den internationale rejsekoncern TUIs datterselskab TUI Travel, og har hovedkontor i Oostende imens dets hub er på Brussels Airport. Jetairfly blev etableret i 2003 under navnet TUI Airlines Belgium.

## Historie
Selskabet blev grundlagt i november 2003 som charterselskabet TUI Airlines Belgium. Det skulle fungere som leverandør af flyvninger til den belgiske rejsearrangør Jetair, der også var ejet af TUI Travel. Oprindeligt skulle flyselskabet starte operationer med to fly i flåden, men da Sobelair i januar 2004 gik konkurs, blev flåden udvidet til 5 fly. Sobelair var på det tidspunkt ejet af SN Brussels Airlines, og var hovedleverandør af flyvninger til Jetair. TUI Airlines Belgium startede flyvningerne 20. marts 2004.
Flyselskabet blev 23. november 2005 omdøbt til det nuværende navn, efter at TUI Travel ændrede navn og marketingstrategi for koncernens flyselskaber.

## Flyflåde
Flyflåden bestod i september 2013 af 21 fly, hvoraf der blandt andet var 18 eksemplarer af Boeing 737-800, fire Boeing 737-700 og ét Boeing 767 som med 257 passagersæder var de største fly i flåden. Gennemsnitsalderen var 5,4 år.
| Type             | Antal | Ordrer | Pladser |
| ---------------- | ----- | ------ | ------- |
| Boeing 737-700   | 4     | 0      | 148     |
| Boeing 737-800   | 14    | 0      | 189     |
| Boeing 767-300ER | 1     | 0      | 257     |
| Boeing 787-8     | 1     | 0      | 300     |
| Embraer E-190    | 2     | 0      | 112     |
| Alt              | 22    | 1      |         |